# Mentue
Mentue är ett vattendrag i Schweiz. Det ligger i den västra delen av landet, 60 km väster om huvudstaden Bern. Mentue ligger vid sjön Lac de Neuchâtel.
Trakten runt Mentue består till största delen av jordbruksmark. Runt Mentue är det ganska glesbefolkat, med 38 invånare per kvadratkilometer.